# あみプレミアム・アウトレット
あみプレミアム・アウトレット（Ami Premium Outlets）は、茨城県稲敷郡阿見町に所在するアウトレットモール。2009年7月開業。三菱地所グループの三菱地所・サイモンが経営する。

## 概要
三菱地所・サイモンの「プレミアム・アウトレット」としては、日本で8番目（首都圏では佐野に次ぐ2番目）に開業した施設である。
牛久大仏の近くに所在し、施設内から同大仏の胴体から頭部を見ることができる。

## 沿革
- 2009年7月9日 - オープン（物販：97店舗、飲食：6店舗、フードコード：1店舗の計104店舗。駐車場：2,500台）
- 2011年12月8日 - 第2期増設オープン（計150店舗に増設、駐車場を3,900台に増設）[2][3]

## 店舗
出典：「あみプレミアム・アウトレット」公式サイト
- アディダス
- アシックス
- シチズン
- コーチ
- ギャップ
- リーバイス
- プーマ
- トリンプ
- タリーズコーヒー
- 上島珈琲店
- ワコール
- サーティワン
- ナイキオンリー・ショップ/ABCマート
- BAGEL&BAGEL

他

## 交通アクセス

### 自動車
首都圏中央連絡自動車道（圏央道）阿見東インターチェンジに直結している。
- 成田国際空港から約30分
- 茨城空港から約50分（常磐自動車道経由）
- 東京から約70分（東関東自動車道経由）
- 東京国際空港から約90分（東関東自動車道経由）
- 宇都宮から約90分（北関東自動車道経由）
- 大宮から約110分

### 公共交通機関
東京都心から約100 - 110分程度でアクセスできる。JR常磐線の牛久、荒川沖の両駅から路線バスが運行されている。
- 荒川沖駅東口から関東鉄道のバス「あみプレミアムアウトレット」行きで20分、終点下車（1日9往復）
- 牛久駅東口から関東鉄道のバス「（直行）牛久浄苑・牛久大仏経由あみプレミアムアウトレット」行きで30分、終点下車（1日8往復、土日祝日のみ運行）

## 周辺施設
- 牛久大仏
- 牛久浄苑（墓地）
- 阿見町総合運動公園
- こもれび森のイバライド - 旧江戸崎農業公園ポティロンの森
- 福田工業団地
- ライトウインズ阿見 - JRAの場外馬券売場。当店の利用客が主に利用することを想定して設置された[4]。

## フィクション
竹井10日のライトノベル『誉められて神軍』第2巻に茨城エルフの神殿として「あみプレミアム・アウトレット」が登場している。